# Busiris (Griekse mythologie)

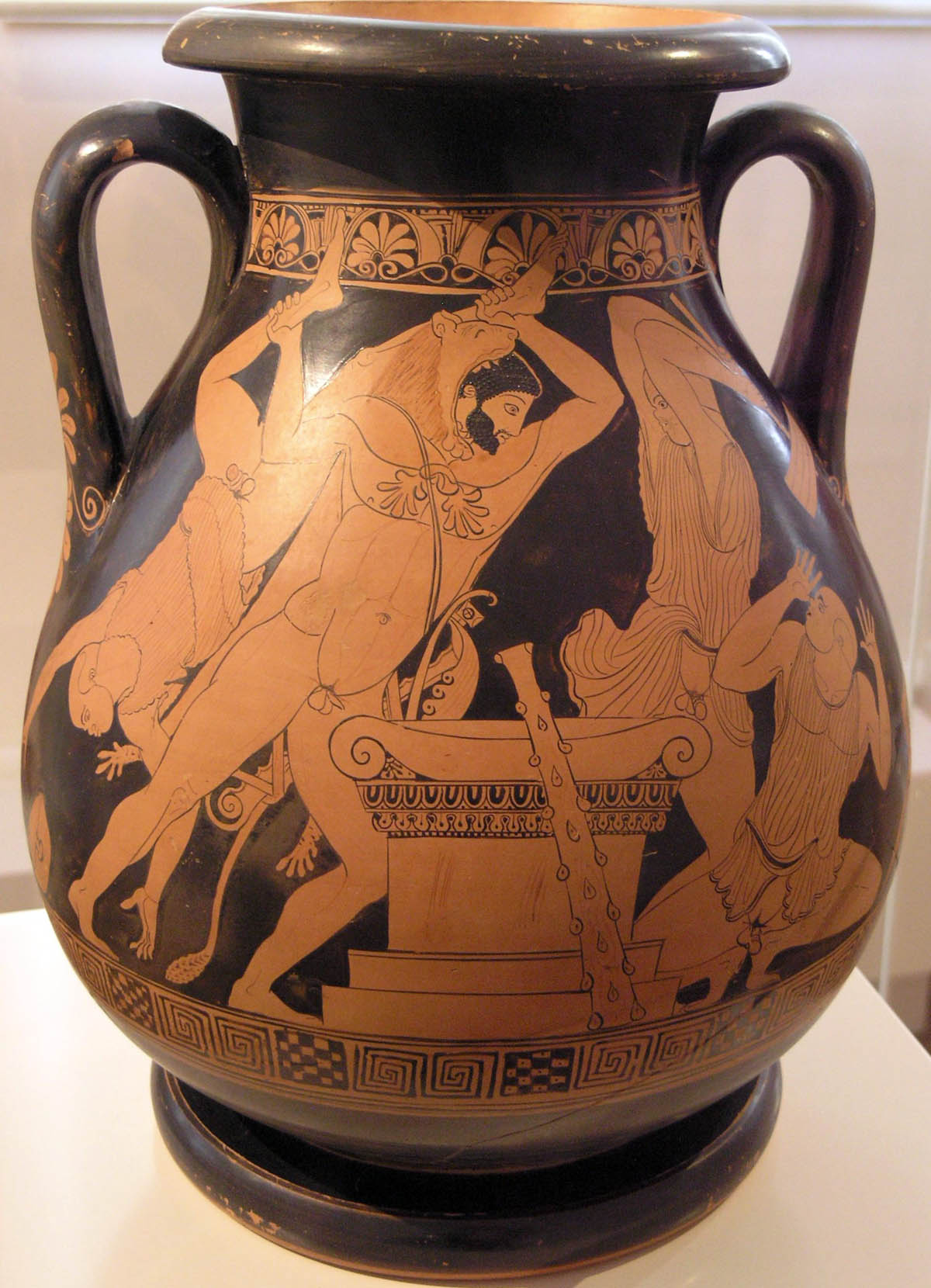
Heracles en Busiris

Busiris is de naam van een persoon in de Griekse mythologie. Van het verhaal over de persoon Busiris bestaan twee versies.
Volgens Isocrates is hij een zoon van Poseidon en speelt hij een rol in de sage van Herakles. Busiris laat alle bezoekers offeren aan de goden, maar Herakles weet hem te verslaan. Dit verhaal lijkt te zijn gebaseerd op het verhaal in de Egyptische mythologie waarin Osiris door Seth wordt gedood, maar vervolgens weer uit de dood herrijst. Het graf van Osiris lag in de plaats Per Osiris dat later de Griekse naam Busiris (Neder-Egypte) kreeg.
Volgens Apollodorus van Athene was Busiris echter een van de vijftig zonen van Aigyptos, de stichter van de beschaving in het Oude Egypte.